# Lepontščina
Lepontščina je izumrl keltski jezik, ki so ga v starem veku govorili keltski Leponti v severni Italiji, v rimski provinci Cisalpski Galiji (Gallia Cisalpina), kjer sicer obstajajo sledovi dveh starih keltskih jezikov: lepontskega in galskega. Lepontščina je najzgodnejša od njiju, medtem ko so galščino tja ponesli galski priseljenci od zgodnjega 4. stoletja pr. n. št. dalje. Od 2. stoletja pr. n. št. dalje so Rimljani to območje postopno romanizirali (Russell 1995: 5). 

## Značilnosti
Lepontščina pripada podskupini celinskih keltskih jezikov in je jezik P-keltskega tipa, enako kot galščina, galatščina in jeziki britanske veje, kar pomeni, da se je v njej prvotni praindoevropski in prakeltski glas *kw razvil v [p].
Lepontščina je tesno sorodna z galščino in jezikoslovci jo včasih štejejo celo za narečje slednje (Ball in Fife 1993: 43). 

## Pisava
Lepontski napisi so v luganski pisavi, ki je abecedna pisava in je ena od petih različic severnoetruščanske abecede. V to družino spadata tudi retijska in venetska pisava.
Značilnost luganske pisave je, da ne razlikuje med zvenečimi in nezvenečimi zaporniki; črka T na primer označuje tako glas /t/ kot /d/ (Ball in Fife 1993: 29).

## Napisi
Najzgodnejši lepontski napisi izvirajo iz 6. stoletja pr. n. št. in so med najstarejšimi pisni viri keltskih jezikov. Po vsebini so večinoma nagrobni spomeniki, v manjšem številu tudi votivni napisi in napisi na kovancih.

### Primer lepontskega napisa
Najpomembnejši keltski spomenik Cisalpske Galije je dvojezični latinsko-lepontski napis na kamnu iz Todija, ki izvira iz okoli leta 150 pr. n. št.
- latinsko: [ATEGNATEI DRUTEI F COI]SIS DRUTEI F FRATER EIUS MINIMUS LOCAVIT ET STATUIT
- lepontsko: ATEKNATI TRVTIKNI KARNITV ARTUAŠ KOISIS TRVTIKNOS
- slovensko: Coisis, sin Druta, je postavil (te) kamne za Ategnata, sina Druta.

(Russell 1995: 6, po Lejeune 1988)